# Anna Majcher
Anna Magdalena Majcher (ur. 14 sierpnia 1962 w Warszawie) – polska aktorka filmowa, teatralna i telewizyjna.

## Życiorys
W 1985 ukończyła Państwową Wyższą Szkołę Teatralną w Warszawie (dyplom w 1986). Występowała i była związana z teatrami m.in.: Ateneum (1984–1985 i 1998–2001), Współczesnym (1985–1996), Za Dalekim (1990), Teatrem Muzycznym „Roma” (1994) oraz Teatrem Studio (1996–1998), Teatrem Rampa (2003) i Komedia (2006). W latach 2003–2007 związana z Teatrem Nowym w Łodzi. Występowała również w spektaklach Teatru Telewizji. Laureatka Nagrody im. Zbigniewa Cybulskiego. Aktorka mieszka w Warszawie. Zawiesiła karierę aktorską.

## Filmografia
- 1985: Jezioro Bodeńskie jako kelnerka w piwiarni (nie występuje w napisach)
- 1987: Pan Samochodzik i niesamowity dwór jako ekscentryczna wczasowiczka Mery
- 1987: Łuk Erosa jako Nastka, służąca Miechowskich
- 1987: Śmieciarz jako prostytutka (odc. 1 i 2)
- 1989: Stan strachu jako Ewa
- 1990 Śmierć dziecioroba jako Blada
- 1993: Plecak pełen przygód jako Sari
- 1995: Gnoje jako mieszkanka Bieszczad
- 1996: Szabla od komendanta jako Hanka
- 1996: Dzień wielkiej ryby jako recepcjonistka w hotelu
- 1996: Wirus jako Marusia
- 1999: Ogniem i mieczem jako karczmarka
- 1999, 2000: Graczykowie
- 1999: Badziewiakowie jako Jola Przysadko
- 2000: Kalipso jako żona Kalipso
- 2000: Wyrok na Franciszka Kłosa jako sekretarka Szwutkego
- 2000: Piotrek zgubił dziadka oko, a Jasiek chce dożyć spokojnej starości jako Dusia Figlewiczowa
- 2000: Pucuś jako kasjerka Celina
- 2002: Quo vadis jako Kalwia Kryspinilla
- 2002: Lokatorzy jako Jadzia Biernacka
- 2003: Zaginiona jako chora w szpitalu psychiatrycznym
- 2003: Fanfan Tulipan (Fanfan la tulipe) jako Wanda
- 2003: Męskie-żeńskie jako fryzjerka Bożenka
- 2004: Szaleńcy jako recepcjonistka
- 2004: Kryminalni jako Pawełczykowa (odc. 10)
- 2005–2006: Niania odc. 10, 35, 43 jako Marta, kuzynka Frani, córka Józka
- 2007: Ja wam pokażę! jako kelnerka (odc. 1)
- 2008: Niezawodny system jako Gąsiorkowa
- 2009: Londyńczycy 2 jako pani Zosia
- 2009: 39 i pół jako Basia Wilk
- 2016: Powidoki jako sąsiadka Strzemińskiego
- 2021: Powrót do tamtych dni jako Danka

## Teatr Telewizji
- 1983: Dom nad rzeką Moskwą – reż.Tomek Zygadło
- 1985: Branzilla – reż. Michał Kwieciński
- 1986: Miniatury Czechowa – reż. Krzysztof Wojciechowski
- 1987: A oni lecieli na księżyc – reż. Z. Saratlic
- 1987: Postępowanie wyjaśniające – reż. Tomek Zygadło.
- 1988: Swojskie spotkania trzeciego stopnia – reż. Wojciech Adamczyk.
- 1990: Długi świąteczny obiad – reż. Marek Nowicki.
- 1990: Zapach orchidei Eustachego Rylskiego – reż. Kazimierz Kutz.
- 1991: Próba – reż. Jerzy Sztwiertnia.
- 1992: Kłótnie literatów – reż. Krystyna Sznerr.
- 1992: Skąpiec – reż. Jan Bratkowski.
- 1992: Mężczyzna wg G. Zapolskiej – reż. Wojciech Nowak.
- 1994: Biedny rycerz – reż. Szczepan Szczykno.
- 1994: Upadek (Dürrenmatt) – reż. Krzysztof Magowski.
- 1995: Roztwór profesora Pytla – reż. Szczepan Szczykno.
- 1995: Sentymenty (Agnieszka Osiecka) – reż. Elzbieta Protakiewicz
- 1996: Lucyna – reż. Andrzej Barański.
- 1996: Dekameron (Boccaccio) – reż. Maciej Dutkiewicz.
- 1997: Magiczna telewizja – reż. Lena Szurmiej.
- 1998: Czwarty pokój – reż. Piotr Łazarkiewicz.
- 2000: Wyrok śmierci na Franciszka Kłosa – reż. Andrzej Wajda
- 2003: Dzień przed zachodem – reż. M. Zmarz-Koczanowicz, jako nauczycielka

## Spektakle teatralne
- 1984: Złe zachowanie, reż. Andrzej Strzelecki; Teatr Ateneum w Warszawie
- 1985: Idż na brzeg, widać ogień; Teatr Współczesny w Warszawie
- 1985: Niech no tylko zakwitną jabłonie, reż. Krzysztof Zaleski; Teatr Współczesny w Warszawie
- 1986: Lorenzaccio, reż. Krzysztof Zaleski; Teatr Współczesny w Warszawie
- 1987: Mistrz i Małgorzata, reż. Maciej Englert; Teatr Współczesny w Warszawie
- 1987: Życie wewnętrzne, reż. Marek Koterski; Teatr Współczesny w Warszawie
- 1989: Życie i niezwykłe przygody żołnierza, reż. Maciej Englert; Teatr Współczesny w Warszawie
- 1991: Don Juan, czyli kamienny gość, reż. Jan Buchwald; Teatr Współczesny w Warszawie
- 1992: Czego nie widać, reż. Maciej Englert; Teatr Współczesny w Warszawie
- 1993: Kochanek, reż. Szczepan Szczykno; Teatr Komedia w Warszawie
- 1994: Wizyta starszej pani, reż. Wojciech Adamczyk; Teatr Współczesny w Warszawie
- 1995: Sztukmistrz z Lublina, reż. Jan Szurmiej; Warszawska Opera Kameralna
- 1996: Don Juan reż. Jerzy Grzegorzewski; Teatr Studio
- 1998: Opowieści Lasku wiedeńskiego, reż. Agnieszka Glińska; Teatr Ateneum w Warszawie
- 1998: Tak daleko a tak blisko..., Teatr Ateneum w Warszawie
- 2003: Siódme mniej kradnij, Teatr Rampa
- 2003: Mistrza i Małgorzaty, reż. A.M. Marczewski; Teatr Nowy w Łodzi
- 2005: Poszaleli, reż. E. Korin; Teatr Nowy w Łodzi
- 2006: Stepping out, reż. K. Jasiński; Teatr Komedia w Warszawie

### Nagrody
- 1985: „Złoty Kamerton” – nagroda krytyków za Złe zachowanie na Festiwalu Szkół Teatralnych w Łodzi
- 1990: Stypendium rządu francuskiego dla najbardziej obiecującej aktorki młodego pokolenia.
- 1991: Nominacja do Złotych Lwów – 16. Festiwal Polskich Filmów Fabularnych w Gdyni – za rolę Bladej w Śmierci dziecioroba.
- 1992: Nagroda im. Zbyszka Cybulskiego.
- 2005: Wyróżnienie „Rzeczypospolitej” za rolę Kota Behemota w przedstawieniu Mistrz i Małgorzata.